# 阿部桃子 (1994年生)
阿部 桃子（あべ ももこ、1994年9月17日 - ）は、日本のファッションモデル、タレント。聖心女子学院中等科・高等科、聖心女子大学文学部哲学科卒業。アルファベットプロモーションを経て、オスカープロモーション所属。千葉県浦安市出身。

## 人物
- リポーターや俳優として活動している阿部祐二と、プロゴルファー阿部（旧姓：礒村）まさ子[5]の長女。
  - 父がレポーターを務めている情報番組『スッキリ』でも、同姓同名の阿部桃子がレポーターを務めていた時期があることから、こちらの方が祐二の娘と誤解されることがあった。
- 2017年度ミス・ユニバース・ジャパン[6]。アメリカ・ラスベガスで行われたミス・ユニバース2017世界大会に出場し、「ナショナルコスチューム（民族衣装）部門」で最優秀賞を受賞[7]。
- 幼少期よりゴルフ、水泳、バレエ、ピアノ、英会話など、さまざまな習い事を身につける。特に、ゴルフは非常に上手く[8]、ベストスコア68を収める腕前である。2015年にはプロゴルフトーナメント「大東建託・いい部屋ネットレディス」女子プロゴルフレギュラーツアーに参戦した[9]。当時尾崎将司邸で高校生の原英莉花らと練習を積んで居た。

プロゴルファーになる夢も抱いており、将来はゴルフスクールを開く目標も掲げている。
- 2019年4月から、オスカープロモーションに所属[4]。
- 2019年11月より「C.C.ガールズ3」の追加メンバーとして加入したが、具体的な活動に至らぬままでグループが終了。
- プロゴルファーの2021年度、2023年度(富岡倶楽部 (群馬県))のプロテストを受けたが、一次通過とはならなかった。

## 出演

### テレビ番組
- くりぃむクイズ ミラクル9（EX）
- プレバト!!（TBS）
- 林先生が驚く初耳学!（TBS・MBS）
- アウト×デラックス（CX）
- 7つの海を楽しもう!世界さまぁ〜リゾート（TBS）
- 24時間テレビ 「愛は地球を救う」（NTV）
- 有吉反省会（NTV）
- 1周回って知らない話（NTV）
- 友達＋プラス（TBS）
- ナカイの窓（NTV）
- メレンゲの気持ち（NTV）
- 芸能人が本気で考えた!ドッキリさせちゃうぞGP（CX）
- 人生が変わる1分間の深イイ話（NTV）
- スッキリ（NTV）※父・祐二と共演
- PON!（NTV）
- 行列のできる法律相談所（NTV）
- めちゃ×2イケてるッ!（CX）
- 櫻井・有吉 THE夜会（TBS）
- 踊る!さんま御殿（NTV）
- 私の何がイケないの?（TBS）
- 解決!ナイナイアンサー（NTV）
- 芸能人対抗!家族のキズナ歌合戦（BS日テレ）
- めざましテレビ（2017年7月5日、CX）
- 今夜くらべてみました（2017年7月19日、NTV）
- ボートTV（AbemaTV）
- 名医のTHE太鼓判!（2018年4月16日、TBS）※父・祐二と共演
- ニノさん（2018年12月16日・23日、NTV）※父・祐二と共演